# Lognes
Lognes là một xã ở tỉnh Seine-et-Marne, thuộc vùng Île-de-France ở miền bắc nước Pháp.

## Dân số
Người dân ở đây được gọi là Lognots.
Dân số năm 2006 của xã này là 15.411.